# Hüttenberg, Österrike

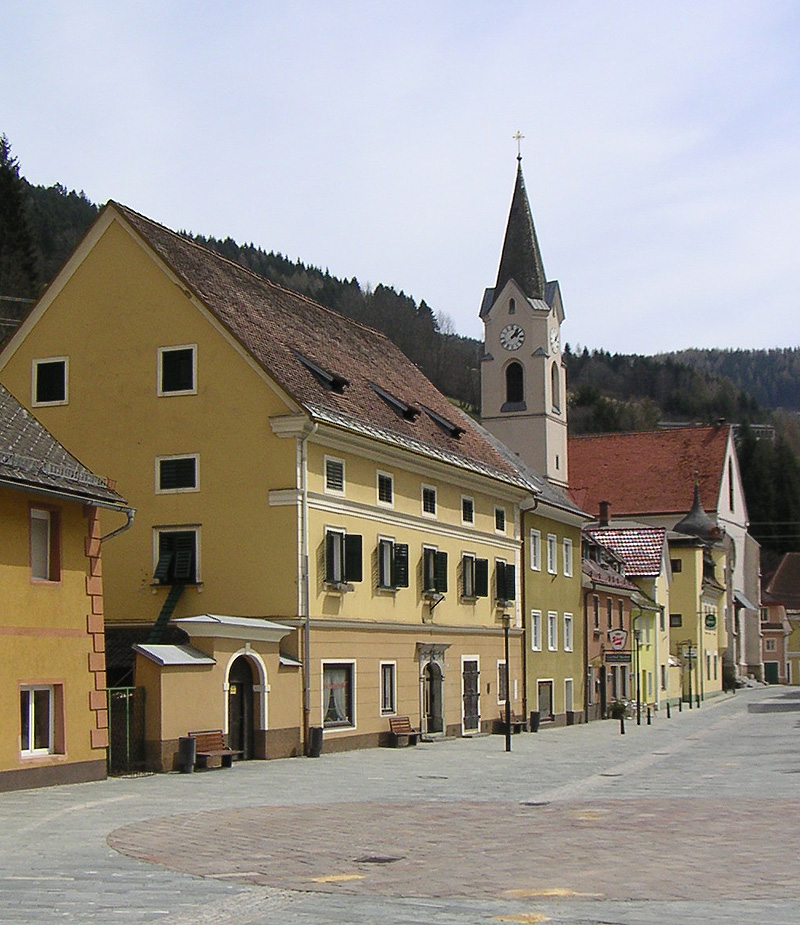
Torget.

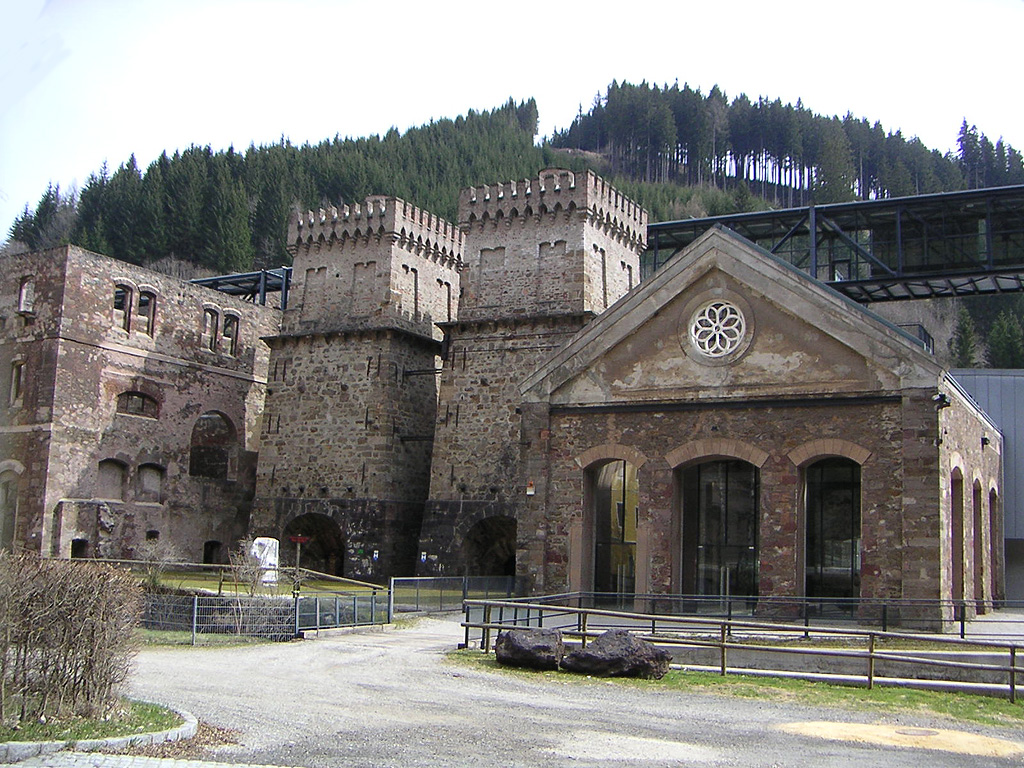
Hyttan Heft (friluftsmuseum).

Hüttenberg (slovenska: Getemberg) är en köpingskommun i det österrikiska förbundslandet Kärnten. Orten är belägen i nordöstra Kärnten cirka 30 km nordost om Sankt Veit an der Glan. 

## Historia
Redan under keltisk tid bröts järnmalm vid Hüttenberg. Orten omnämndes för första gången år 1266. Då ägdes området av stiftet Salzburg. På 1300-talet blev Hüttenberg köping. Hüttenberg utvecklades till Österrikes näst största malmgruva. 1805 övergick Hüttenberg i habsburgarnas ägo.
Vid början på 1800-talet bildades fyra stora gruvbolag som gick samman 1869. 1901 och 1908 stängdes hyttorna i Hüttenberg och 1978 stängde även gruvan som följdes av ekonomisk nedgång och betydande befolkningsminskning. 1995 gjordes ett försök att befrämja turismen genom att förlägga Kärntens landsutställning till Hüttenberg.

## Orter
Kommunen består av 21 orter (Ortschaften) (inom parentes invånarantal 1 januari 2024):

- Andreaskreuz (2)
- Gobertal (3)
- Gossen (102)
- Heft (11)
- Hinterberg (0)
- Hüttenberg (302)
- Hüttenberg Land (5)
- Jouschitzen (7)
- Knappenberg (212)
- Lichtegg (25)
- Lölling Graben (141)
- Lölling Schattseite (10)
- Lölling Sonnseite (117)
- Obersemlach (13)
- Semlach (12)
- St. Johann am Pressen (113)
- St. Martin am Silberberg (64)
- Stranach (15)
- Unterwald (53)
- Waitschach (6)
- Zosen (62)

## Kultur och sevärdheter

### Museer
I och runt Hüttenberg finns flera museer som anknyter till Hüttenbergs historia som gruvort.
- Besöksgruvan Knappenberg med bergsbruksmuseum och mineraliesamling
- Gruvbanemuseet Knappenberg
- Friluftsmuseet Heft, en före detta hytta
- Smedjemuseet Lölling

Dessutom finns ett Heinrich Harrer-museum i Hüttenberg.

### Byggnader
- Vallfartskyrkan Maria Waitschach
- Slottet och borgen Süßenstein
- Lingkor, en tibetansk pilgrimsstig

## Kända personer från Hüttenberg
- Heinrich Harrer, upptäcktsresande